# Ílkino (Kirjatx)
|  | Per a altres significats, vegeu «Ílkino». |

Ílkino (en rus: Илькино) és un poble de l'óblast de Vladímir, a Rússia, segons el cens del 2010 tenia 308 habitants. Pertany al districte de Kirjatx.